# Triepeolus obliteratus
Triepeolus obliteratus är en biart som beskrevs av Graenicher 1911. Triepeolus obliteratus ingår i släktet Triepeolus och familjen långtungebin. Inga underarter finns listade i Catalogue of Life.